# Kaluǵerec
Kaluǵerec (makedonska: Калуѓерец) är en ort i Nordmakedonien. Den ligger i den centrala delen av landet, 40 kilometer söder om huvudstaden Skopje. Kaluǵerec ligger 729 meter över havet och antalet invånare är 136.